# Temporada de incendios forestales de Australia 2019-2020
Los incendios forestales en Australia de 2019-2020 fueron una serie de incendios forestales en Australia entre junio de 2019 y mayo de 2020.  Australian National University describió los incendios de 2019 como "cercanos al promedio" y los incendios de 2020 como "inusualmente pequeños".  En total, la temporada 2019/2020 consumió una extensión de 30 millones de hectáreas, lo cual en Australia queda "muy por debajo del promedio" anual.
En total los incendios habrían destruido más de 2500 edificios (incluidas más de 1.300 viviendas) y quitado la vida a 26 personas (hasta el 4 de enero de 2020), con otros seis desaparecidos en el estado de Victoria. Algunas personas consideran que esta es una de las peores temporadas de incendios forestales registrados, pese a que los incendios forestales de 1974-75 consumieron 117.000.000 hectáreas, esto es, el cuádruple de los de 2019-2020.  En diciembre de 2019, el gobierno de Nueva Gales del Sur declaró el estado de emergencia después de que las temperaturas récord y la sequía prolongada exacerbasen los incendios forestales.

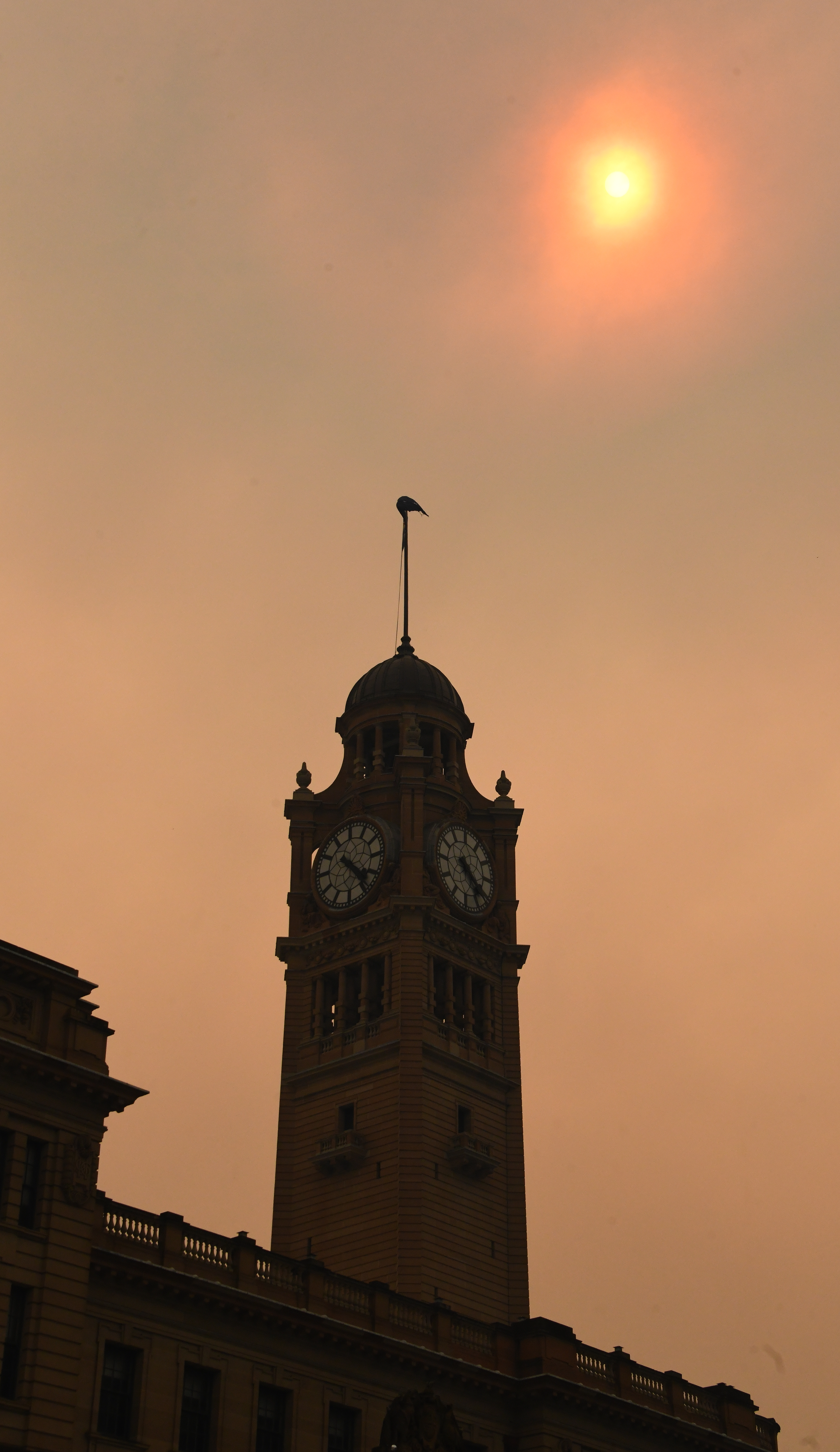
Niebla y humo de fuegos forestales cubren el Sol estival en Sídney

## Desarrollo
Desde septiembre de 2019, los incendios impactaron fuertemente varias regiones del estado de Nueva Gales del Sur, como la costa norte, la región Hunter, Hawkesbury y Wollondilly en el extremo oeste de Sídney, las Montañas Azules, Illawarra y la costa sur, con más de 200 focos en todo el país. En el este y noreste de Victoria, grandes áreas forestales ardieron sin control durante cuatro semanas antes de que los incendios surgieran de los bosques a fines de diciembre, cobrando vidas, amenazando muchas ciudades y aislando a Corryong y Mallacoota. Se declaró el estado de desastre para East Gippsland. Se produjeron incendios importantes en Adelaide Hills e Isla Canguro en Australia del Sur. Las áreas moderadamente afectadas fueron el sudeste de Queensland y el sudoeste de Australia occidental, así como partes de Tasmania y del Territorio de la Capital Australiana que se vieron levemente afectadas. El humo de los incendios llegó hasta Nueva Zelanda y alcanzó las zonas polares, donde se tiñó de amarillo, además de derretir los casquetes polares.
Se solicitaron refuerzos de toda Australia para ayudar a combatir los incendios y aliviar a los equipos locales en Nueva Gales del Sur. El 11 de noviembre la Autoridad de Bomberos del Estado de Victoria (CFA) envió un gran contingente de hasta 300 bomberos y personal de apoyo para ayudar. A mediados de noviembre de 2019, más de 100 bomberos fueron enviados desde Australia Occidental. También se enviaron contingentes desde Australia del Sur y el Territorio de la Capital Australiana. El 12 de noviembre, el Gobierno de Australia anunció que la Fuerza de Defensa Australiana proporcionaría apoyo aéreo para extinguir de incendios, además de prepararse para proporcionar mano de obra y apoyo logístico. Los bomberos de Nueva Zelanda, Estados Unidos y Canadá ayudaron a combatir los incendios, especialmente en Nueva Gales del Sur.
El 17 de enero de 2020 una serie de tormentas empezaron a desarrollarse en la mitad sur de Australia, brindando un alivio a los bomberos que luchaban contra el fuego. Sin embargo, muchos incendios continuaban activos en otras zonas del país.

## Visión general

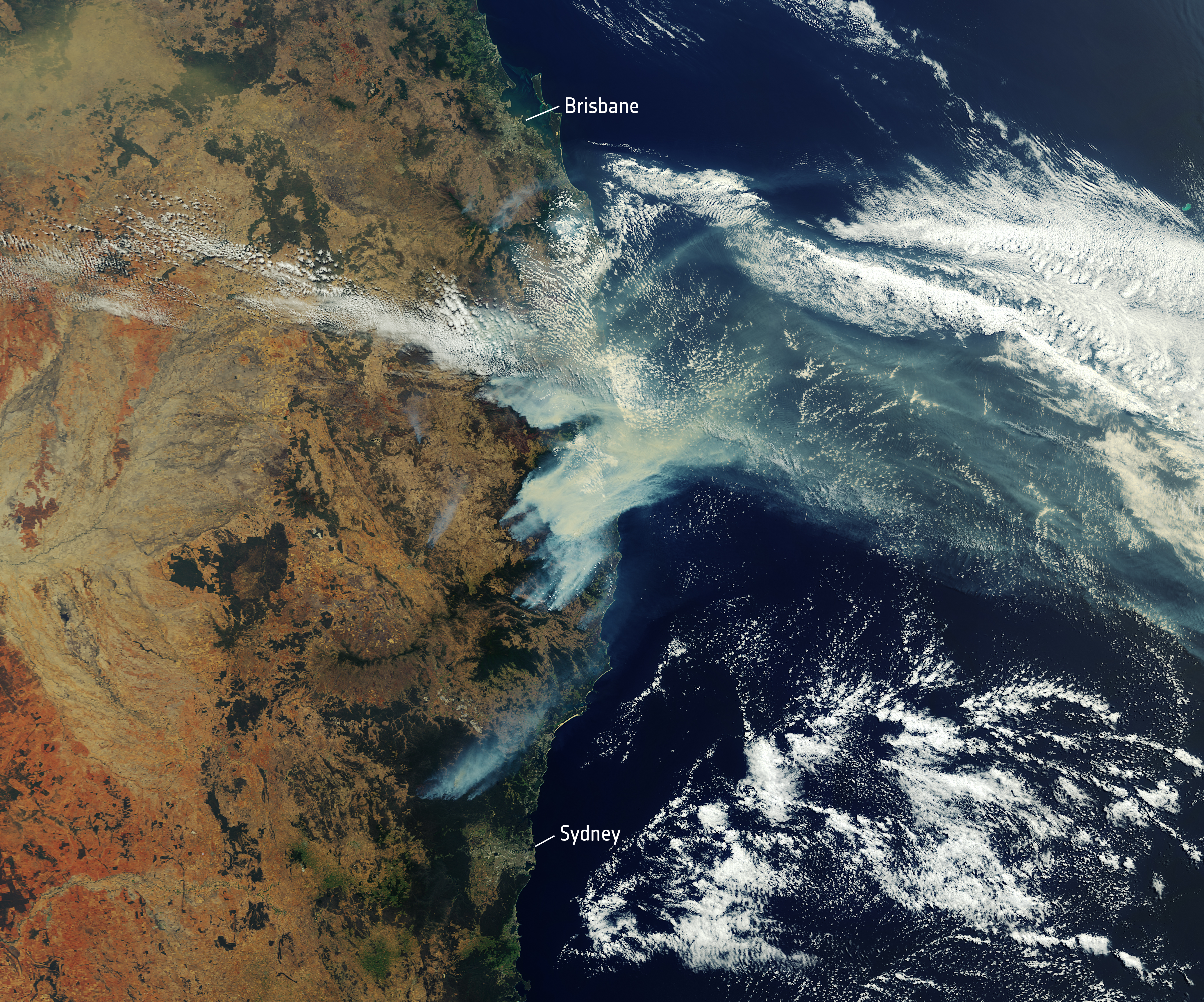
Incendios en el norte de Nueva Gales del Sur y el sureste de QLD el 12 de noviembre de 2019

El 12 de noviembre de 2019 se declaró el "peligro de incendio catastrófico" en la región del Gran Sídney por primera vez desde la introducción de esta categoría en 2009 y se estableció una advertencia total de incendios para siete regiones, incluido el Gran Sídney.

## Consecuencias
La superficie arrasada por los incendios asciende a más de 10.000.000 de hectáreas, 2.500 edificios quedaron destruidos (incluidas más de 1.300 viviendas) y fallecieron 26 personas. Los daños materiales y humanos se unen a los daños ecológicos a la flora y fauna local, así como una importante inyección de dióxido de carbono a la atmósfera.
Las primeras estimaciones mencionan 500 millones de animales afectados por los incendios. Sin embargo, la cifra se ha cambiado ahora a alrededor de mil millones. La cifra no incluye insectos ni otros invertebrados vitales para el funcionamiento de los bosques. Una autoridad máxima en vida salvaje de Australia, el Dr. David Lindenmayer, dice que la pérdida de fauna es de alrededor de 800 millones de animales terrestres, "incluyendo pájaros y reptiles. Pero esa cifra no incluye ranas, peces, murciélagos o invertebrados".
Además de los daños materiales y las víctimas causadas, los incendios también afectaron a varios eventos deportivos del país. El rally de Australia, prueba del campeonato del mundo que tenía que disputarse entre el 14 al 17 de noviembre de 2019, fue cancelado y el Abierto de Australia estuvo a punto de retrasarse.